# Minni Minnawi
Minni Arcua Minnawi (Kotom, 12 de diciembre de 1968 -  ).es un político sudanés que fue el líder de la facción más grande del Ejército de Liberación de Sudán. Un ex educador, Minnawi fue el secretario del líder del Ejército de Liberación de Sudán, Abdul Wahid Nur, antes de que la organización se separara en 2004. Minnawi firmó un tratado, conocido como el Acuerdo de Paz de Darfur, con el gobierno de Jartum en mayo de 2006. En mayo de 2021, Minni Minnawi fue nombrada gobernadora del Gobierno Regional de Darfur. Fue inaugurado el 10 de agosto.

## Biografía
Es el dirigente de la facción principal del Ejército de Liberación de Sudán (conocido por sus siglas en inglés, SLA: Sudanese Liberation Army). Bajo su liderazgo, su facción del SLA (SLA:MM) firmó en mayo de 2006 un acuerdo de paz con el gobierno de Sudán, que se conoce como Acuerdo de Mayo. Sin embargo, el grupo de Minnawi ha continuado luchando contra otras facciones del SLA. En julio de 2006 tuvo lugar un enfrentamiento en la ciudad de Korma, en el norte de Darfur, que tuvo como resultado la muerte de al menos 80 personas. Minnawi fue nombrado oficial superior sudanés en la región de Darfur como presidente de la Autoridad Regional Interina de Darfur, y es el cuarto miembro de la Presidencia, como asistente senior del Presidente de la República. 
El 14 de septiembre rompió con el gobierno sudanés, al afirmar que no tenía objeciones a las fuerzas de pacificación de Naciones Unidas establecidas en la Resolución 1706 del Consejo de Seguridad de Naciones Unidas.
En diciembre de 2010, tras reiteradas denuncias de incumplimiento de los acuerdos de paz por parte del Partido del Congreso Nacional, el Movimiento de Liberación del Sudán se retiró del Acuerdo de Paz de Darfur. ] Minnawi renunció como Asistente Principal del Presidente de Sudán y como Presidente de la Autoridad Regional de Transición de Darfur, para fusionar su facción, SLM / MM, con las otras fuerzas de defensa de la resistencia en Darfur, incluido SLM / AW, Abdul Wahid, en la resistencia a los ataques de las Fuerzas Armadas Sudanesas y su milicia, contra ciudadanos en áreas controladas por los rebeldes. En 2011, SLM/MM se unió al Frente Revolucionario de Sudán (SRF) opuesto al Gobierno de Jartum.
En mayo de 2021, Minni Minnawi fue nombrado gobernador de Darfur.